# Computer Conflict
Pour les articles homonymes, voir Conflict.
Computer Conflict (Attaques rouges forces rebelles pour la version française par Computerre) est un jeu vidéo de type wargame créé par Roger Keating et Jim Yarbourgh et publié par Strategic Simulations en novembre 1980 sur Apple II.  Le jeu  est composé de deux scénarios, Rebel Force et Red Attack, qui simulent, à l’échelle tactique, des affrontements hypothétiques dans le contexte de la Guerre froide. Le premier est développé en 1979 par Roger Keating qui le vend au départ dans une boutique locale sous le titre Conflict. Les retours très positifs des joueurs à son sujet le convainquent de le peaufiner puis de le proposer à plusieurs éditeurs aux États-Unis, dont Strategic Simulations qui accepte de le publier. Le second est développé par Jim Yarbourgh.

## Système de jeu
Computer Conflict est un wargame composé de deux scénarios, Rebel Force et Red Attack, qui simulent, à l’échelle tactique, des affrontements hypothétiques dans le contexte de la Guerre froide,. Red Attack est un scénario pour deux joueurs. Le premier commande un bataillon soviétique, composé d'infanterie et de chars de combat, qui tente de prendre le contrôle de trois villes défendues par le deuxième joueurs. Dans Rebel Force, le joueur commande un régiment soviétique et affronte une insurrection, contrôlé par l’ordinateur, ayant pris le contrôle de villes d'une importance stratégique. La partie prend place sur une grille divisée en cases hexagonales et en différents types de terrains. Les joueurs y contrôlent des unités d'infanterie, de chars de combat et d'artillerie, chacune d'elles étant caractérisée par sa puissance et sa vitesse de déplacement. Au début d'une partie, le joueur peut choisir entre cinq scénarios différents ou créer son propre scénario en jouant sur plusieurs facteurs comme la puissance de l'adversaire, la vitesse de déplacement ou le terrain. L'objectif est de marquer cent points avant son adversaire. Le joueur gagne des points en prenant le contrôle des villes alors que l'ordinateur en gagne en défendant les villes ou en amenant des unités sur le bord du plateau du côté du joueur. Les combats sont gérés par l'ordinateur et prennent en compte la puissance des unités ainsi que le terrain.

## Développement
Rebel Force est le premier wargame développé par Roger Keating. Il le programme en 1979, alors qu’il réside à Sydney, et le distribue dans une boutique locale sous le titre Conflict. Les retours très positifs des joueurs à son sujet le convainquent de le peaufiner puis de le proposer à plusieurs éditeurs aux États-Unis, dont Strategic Simulations qui accepte de le publier. De son côté, Red Attack est développé par Jim Yarbourgh. Les deux scénarios sont publiés ensemble, sous le titre de Computer Conflict, par Strategic Simulations en novembre 1980 sur Apple II,.

## Postérité
Après la publication de son premier wargame par Strategic Simulations, Roger Keating quitte en 1980 son travail de professeur de mathématique et de physique à l’école Cranbrook de Sydney pour se consacrer entièrement au développement de wargames. Il passe alors deux mois à San Francisco, pour terminer le développement de son deuxième jeu, Operation Apocalypse, qui est publié par le même éditeur. Au total, Strategic Simulations édite ainsi sept de ses wargames, dont notamment la série When Super Powers Collides qu’il débute en 1982 avec Germany 1985. En parallèle, il fonde avec Ian Trout sa propre société de développement et d’édition de jeux vidéo, Strategic Studies Group, dont il devient le programmeur et vice-président senior.